# Золотой запас Латвийской республики
Золотой запас Латвийской республики — резерв в драгоценных металлах для обеспечения стабильности национальной валюты и денежного обращения, сформированный после передачи Советской Россией 4 млн золотых рублей, или 3 096,9 кг из золотого запаса Российской империи по Рижскому мирному договору. Этот запас по сей день составляет половину латвийского золотого резерва, который в настоящее время оценивается в 7 700 кг, из которых 1 100 кг передано Европейскому Центробанку после присоединения Латвии к еврозоне. В настоящий момент золотой резерв составляет около 4,1 % общих резервов Банка Латвии.

## История формирования
База золотого резерва Латвийской республики была заложена одновременно с признанием её государственной независимости со стороны Советской России при подписании Рижского мирного договора. 4 миллиона царских золотых рублей были переданы со стороны Советской России как компенсация ущерба, нанесённого Первой мировой войной. Это составило 3, 096 тонны золота (золото́й рубль приравнивался к 0,774234 г чистого золота).
Однако этого золота было мало: для сравнения, Эстония получила от Советской России 15 млн золотых рублей. Поэтому в начале 1920-х годов был проведен сбор средств населения, которое призывали жертвовать золотые украшения в пользу государства. Большие средства собрал «Золотой фонд латвийских женщин» («Latvijas Sieviešu zelta fonds»), инициатором которого была писательница Иванде Кайя. Её призыв был опубликован в газете «Защитник Отечества» («Tēvijas sargs») в ноябре 1919 года. «Сколько своих побрякушек вы готовы отдать, когда государство это просит на пользу родины? Когда ваши мужчины за свободу народа и землю отцов кладут свои жизни?»
Собранное золото и серебро переправляли, очищали до нужного стандарта и собирали в Банке Латвии. Осенью 1922 года, когда были подведены итоги акции, пожертвования умещались в 99 ящиках, 6 чемоданах, 3 корзинах и одном мешке.
Надо сказать, что уже в 1921 году Латвийской республике удалось стабилизировать денежное обращение. 14 июля Конституционное собрание определило, что до окончательной денежной реформы все сделки можно заключать с помощью идеального платёжного средства — золотого франка, который равнялся 0,2903226 г чистого золота или 100 латвийским рублям, а затем, с реформой налоговой и кредитной системы, стабилизировался на 50 рублях.
Согласно распоряжению Кредитного департамента от 5 мая 1922 года, каждый желающий мог обменять 50 рублей на золото по курсу франка, получив взамен монеты или слитки. Было опасение, что банковское золото «уплывет» в частные руки, однако этого не случилось: жители не обратили внимания на возможность свободного обмена бумажных денег на золото. Это было подтверждением стабильности латвийского рубля.

## Хранение за рубежом
Львиная доля накопленных средств из соображений безопасности была переправлена в Великобританию, а также в Федеральный резервный банк Соединенных Штатов, Банк Франции и Банк международных расчётов в Швейцарии. Из всех резервов республики на июнь 1940 года в Латвии находилось 1 640 кг золота, в то время как 10 607 кг были вывезены за границу. Эти заграничные резервы были возвращены Латвии в 1993 году, после восстановления независимости, однако не физически.

## Восстановление золотого запаса
Сразу после восстановления независимости в распоряжении Банка Латвии оказалось только 137,8 кг золота.
22 ноября 1991 года часть золота, хранившуюся в стране 50 лет, отдала Франция.
В январе 1992 года премьер-министр Великобритании сообщил, что балтийским странам будет отдано золото, которое Англия в 1968 году использовала для взаиморасчетов с СССР. Договор о возврате 6 тонн золота был подписан в марте. Однако физически латвийское золото осталось на хранении в Великобритании и было зачислено на счёт Латвии в Английском банке.
4 марта 1992 года Верховный совет ЛР принял решение «О перенятии прав учреждённого в 1922 году Банка Латвии», обязывающий вернуть его активы на родину.
17 ноября 1992 года Латвии была возвращена большая часть резервов, хранившихся в Федеральной резервной системе США. Часть золота была заморожена до мая 1994 года.